# Amaia
Amaia ou Amaya est un prénom féminin basque.
Le prénom est tiré du livre Amaya o los vascos en el siglo VIII écrit par Francisco Navarro Villoslada en 1879 où le personnage d'Amaya est central. Son nom, qui signifie "la fin", est chargé de symbolisme, représentant une sorte de conclusion ou de dernier espoir pour son peuple,. Le livre mentionne également Peña Amaya, un site fortifié situé à Burgos, qui a joué un rôle défensif contre les Romains. Ce lieu, bien que portant un nom similaire, n’a aucun lien direct avec le personnage d'Amaya. Cependant, il souligne l'importance historique et géographique de la région.
L'histoire des prénoms basques est également marquée par des événements politiques. En 1939, à la suite de l’interdiction des noms basques, certaines personnes portant le prénom Miren Amaia ont été contraintes d’adopter le nom "Maria Fin". Dans les années 1970, il y a eu une réticence à utiliser ce prénom en raison de préoccupations concernant la confusion de genre qu'il pourrait provoquer, ainsi que des connotations négatives associées à l'image des gitans. Cette évolution reflète les tensions culturelles et sociales autour des noms et de leur perception dans la société basque. 
Le prénom Amaia est très répandu dans le sud de l'Euskadi, devenant l'un des prénoms féminins les plus populaires ces dernières années. Cela témoigne d'un regain d'intérêt pour les prénoms basques dans la culture contemporaine. Ainsi, l'œuvre aborde non seulement le personnage d'Amaya, mais également les enjeux socioculturels liés aux prénoms et à l'identité basque à travers l'histoire.

## Prénom
- Pour l'ensemble des articles sur les personnes portant ce prénom, consulter :
  - la liste des articles dont le titre commence par ce prénom
  - les listes produites par Wikidata : Liste des personnes de prénom « Amaia » — même liste en incluant les éventuels prénoms composés qui contiennent « Amaia ».